# Doktor Allards gata
Doktor Allards Gata är en cirka två kilometer lång gata i stadsdelen (Södra-) Guldheden i Göteborg. Den fick sitt namn 1949 efter läkaren Henrik Allard, som bland mycket annat tog initiativet till kostnadsfria badresor till Askim för barn i Göteborg - "Doktor Allards badbarn". Gatan sträcker sig från Wavrinskys plats till Ehrenströmsgatan i stadsdelen Änggården. I rondellen strax söder om Guldhedskyrkan, går Doktor Allards Gata under några tiotals meter även in i stadsdelen Landala.

## Fastighetsbeteckningar
Gatan är numrerad från 2A till 61:

- (2A) Landala 709:2
- (2) Landala 709:2
- (4A) Guldheden 33:1
- (4B) Guldheden 33:3
- (6) Guldheden 754:39
- (10) Guldheden 53:1
- (49) Guldheden 36:4
- (51) Guldheden 36:4
- (61) Guldheden 754:25